# Велино Село (Бијељина)
Велино Село је насељено мјесто у граду Бијељина, Република Српска, БиХ. Према попису становништва из 2013. године, у насељу је живјело 344 становника.

## Становништво
| Националност       | 2013. | 1991. | 1981. | 1971. | 1961. |
| Срби               |       | 426   | 487   | 658   | 727   |
| Југословени        |       | 19    | 41    |       |       |
| Муслимани          |       |       | 2     | 10    | 3     |
| Хрвати             |       | 5     | 3     | 4     | 3     |
| Словенци           |       |       |       | 1     |       |
| остали и непознато |       | 1     |       | 5     | 1     |
| Укупно             | 344   | 451   | 533   | 678   | 734   |

| Демографија | Демографија | Демографија |
| Година      | Становника  | Становника  |
| ----------- | ----------- | ----------- |
| 1948.       | 750         |             |
| 1953.       | 760         |             |
| 1961.       | 734         |             |
| 1971.       | 678         |             |
| 1981.       | 533         |             |
| 1991.       | 451         |             |
| 2013.       | 344         |             |

## Знамените личности
- Радивоје Томанић (1949 — 2011), генерал Војске Републике Српске, начелник Инжињерије у Главном штабу ВРС и командант 2. Крајишког корпуса[2]